# Odontotrypes kabakovi
Odontotrypes kabakovi is een keversoort uit de familie mesttorren (Geotrupidae). De wetenschappelijke naam van de soort werd in 2007 gepubliceerd door Nikolajev.